# 日本医薬品情報学会
一般社団法人日本医薬品情報学会（にほんいやくひんじょうほうがっかい、JASDI: Japanese Society of Drug Informatics）は1998年に設立された医薬品情報学に関する日本の学会。事務局を東京都港区芝浦4-15-33の株式会社マディア内に置き、2025年2月現在の理事長は大谷壽一。
「医薬品情報学に関する教育・研究の向上及びその応用並びに国内外の相互交流により薬学及び医学、医療の進歩向上、国民の健康に貢献すること」を学会の活動目的とする。

## 活動内容
主な活動は次の通りである。
- 学術大会・総会の開催（年1回）
- 学会機関誌『医薬品情報学（Japanese Journal of Drug Informatics: JJDI）』の刊行（季刊）
- JASDIフォーラムの開催（年4回）
- 医薬品情報学における専門薬剤師の認定

## 刊行物
医薬品情報に関連するもので、独創的、新規で医薬品情報の発展につながる論文を掲載対象とした学術雑誌『医薬品情報学（Japanese Journal of Drug Informatics: JJDI）』を1999年8月より年4回刊行している（Online ISSN 1883-423X）。

## 会員
正会員数は950人。加えて2020年4月現在、製薬企業を中心とした31の企業・団体が賛助会員として登録されている。